# Ares V

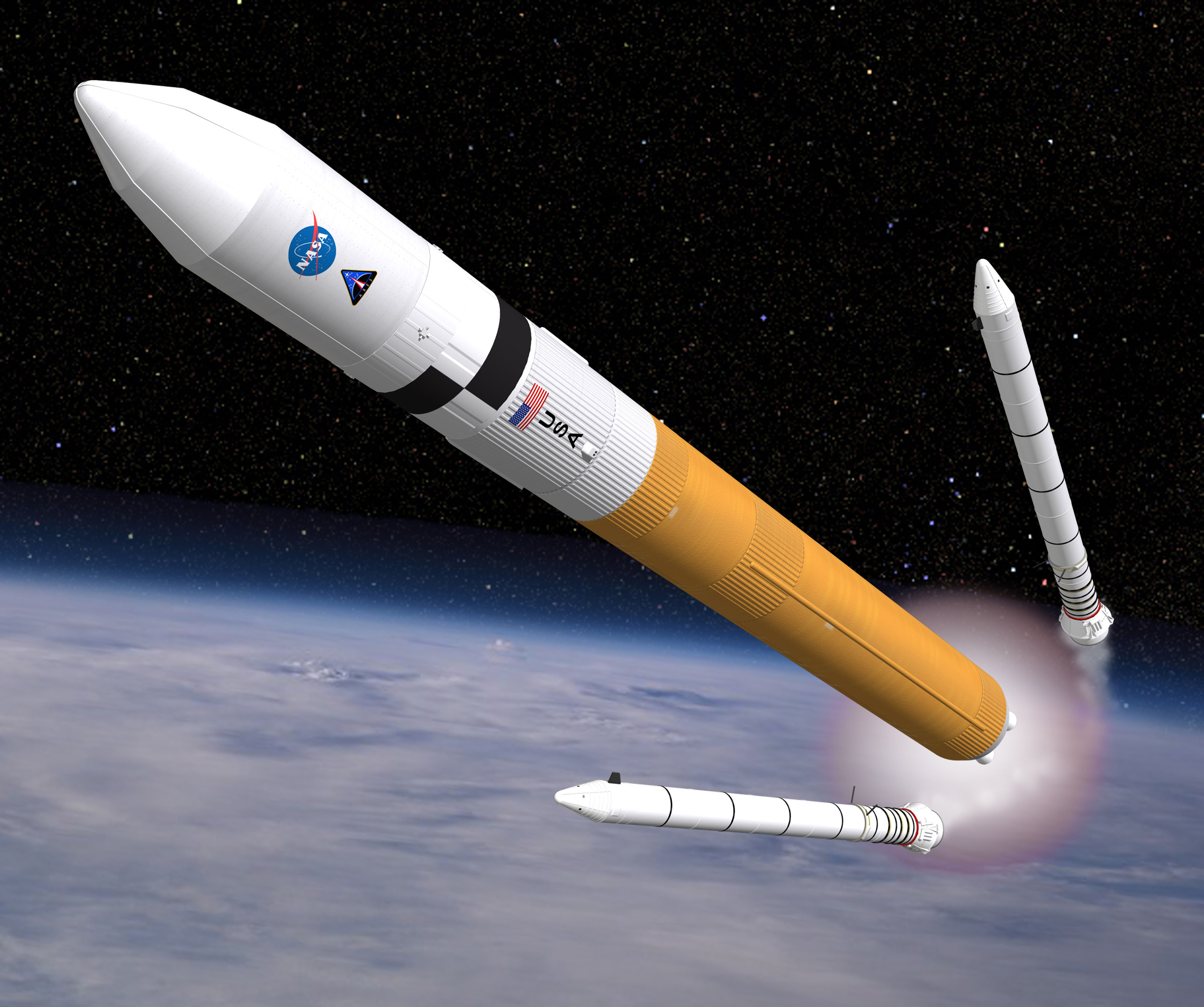
Ares V (desen)

Ares V (inițial cunoscută sub numele Cargo Launch Vehicle sau CaLV) este o rachetă spațială pentru încărcături foarte grele, parte a programului Project Constellation. Când NASA va trimite din nou oameni pe Lună, planificat pentru 2019, Ares V va lansa Earth Departure Stage și vehiculul lunar Altair. Ares V va fi un lansator complementar lui Ares I, care este proiectat pentru a transporta astronauți. Ares V va putea transporta 188 de tone către orbita terestră joasă (Low Earth Orbit, LEO) și 71 de tone către Lună, aproape dublu decât racheta rusă Energhiia. Va fi cea mai puternică rachetă construită vreodată.